# DFB-Futsal-Cup 2015
Der DFB-Futsal-Cup 2015 war die zehnte Auflage des DFB-Futsal-Cups, der deutschen Meisterschaft im Futsal. Die Endrunde fand in der Zeit vom 21. März bis 11. April 2015 statt. Sieger wurden die Hamburg Panthers.

## Teilnehmer
Für den DFB-Futsal-Cup qualifizierten sich die Meister der fünf Regionalverbände des DFB. Dazu kamen drei Vizemeister.
| Platz | Nord               | West                 | Südwest       | Süd                 | Nordost                     |
| 1     | Hamburg Panthers   | Holzpfosten Schwerte | TuS Kirchberg | Nafi Stuttgart      | VfL 05 Hohenstein-Ernstthal |
| 2     | SG Aumund-Vegesack | UFC Münster          |               | FC Portus Pforzheim |                             |

## Spielplan

### Viertelfinale
Gespielt wurde am 21. März 2015.
|                      | Ergebnis             |                             |
| -------------------- | -------------------- | --------------------------- |
| SG Aumund-Vegesack   | 2:8 (0:3)            | Nafi Stuttgart              |
| Holzpfosten Schwerte | 8:5 (4:2)            | TuS Kirchberg               |
| Hamburg Panthers     | 4:3 n. V. (1:0, 2:2) | UFC Münster                 |
| FC Portus Pforzheim  | 2:3 i.S. (1:1)       | VfL 05 Hohenstein-Ernstthal |

### Halbfinale
Gespielt wurde am 28. März 2015.
|                  | Ergebnis   |                             |
| ---------------- | ---------- | --------------------------- |
| Nafi Stuttgart   | 4:10 (1:4) | Holzpfosten Schwerte        |
| Hamburg Panthers | 6:3 (2:2)  | VfL 05 Hohenstein-Ernstthal |

### Finale
Gespielt wurde am 11. April 2015 in der Hagener ENERVIE-Arena. 1.922 Zuschauer verfolgten das Spiel.
|                      | Ergebnis             |                  |
| -------------------- | -------------------- | ---------------- |
| Holzpfosten Schwerte | 4:7 n. V. (1:1, 3:3) | Hamburg Panthers |